# Luci Licini Lucul (edil 202 aC)
Luci Licini Lucul (llatí: Lucius Licinius Lucullus) va ser un magistrat romà. Formava part de la gens Licínia i de la família dels Licini Lucul, d'origen plebeu.
Va ser edil curul l'any 202 aC junt amb Quint Fulvi. Ell i el seu col·lega es van destacar per la magnificència que van exhibir als Ludi Romani. Alguns dels escribes i altres oficials encarregats dels comptes dels jocs van ser condemnats per defraudar al tresor públic i Lucul mateix i el seu col·lega van ser sospitosos, el que va malmetre la seva tasca.